# Potere ablatorio
Con potere ablatorio, in diritto, si indica potere attribuito alla pubblica amministrazione di sacrificare con un provvedimento (detto appunto provvedimento ablatorio) un interesse privato per motivi di interesse pubblico.

## Descrizione
In relazione alla situazione giuridica soggettiva sulla quale incidono, si distinguono poteri (e provvedimenti) ablatori:
- obbligatori, se fanno nascere un'obbligazione tra il destinatario, debitore, e la pubblica amministrazione, creditore;
- personali, se incidono su una libertà o un diritto non patrimoniale del destinatario;
- reali, se limitano o estinguono un diritto reale del destinatario.

Il sacrificio imposto al privato può consistere nella limitazione di una facoltà, nell'imposizione di un obbligo o nell'estinzione di un diritto soggettivo.
Esempio di provvedimento ablatorio reale è l'espropriazione per pubblica utilità, con la quale la pubblica amministrazione acquisisce o fa acquisire ad altro soggetto la proprietà (o un altro diritto reale) su di un bene del destinatario, per motivi di interesse pubblico.
In tale tipologia di atti può rientrare anche una disposizione che la pubblica amministrazione imponga al destinatario un obbligo di fare (comando) o non fare (divieto). Dall'ordine va distinta la diffida, che non crea un nuovo obbligo ma consiste nel formale avvertimento al destinatario di osservare un obbligo già sorto per legge o a seguito di altro provvedimento.
In tutti gli ordinamenti la pubblica amministrazione dispone di poteri ablatori, tuttavia questi, in uno stato di diritto, devono essere conferiti da norme di legge ed essere esercitati in conformità a tali norme (principio di legalità); inoltre, le costituzioni e le dichiarazioni dei diritti dettano principi generali al riguardo, stabilendo, ad esempio, riserve di legge o il diritto ad un indennizzo per il privato al quale è imposto il sacrificio; nel caso dell'esproprio per pubblica utilità, l'indennizzo deve essere pari al valore della cosa che è stata espropriata. 

## Nel mondo

### Italia
Nell'ordinamento italiano il fondamento normativo tali principi generali si possono rinvenire:
- nell'art. 23 della Costituzione, secondo il quale "Nessuna prestazione personale o patrimoniale può essere imposta se non in base alla legge";
- nell'art. 42 della Costituzione, laddove prevede che  "La proprietà privata può essere, nei casi preveduti dalla legge, e salvo indennizzo, espropriata per motivi d'interesse generale."

tale potere si sostanza nell'emanazione di uno o più atti ablatori.